# 2017년 전국장애학생체육대회
제11회 전국장애학생체육대회는 2017년 5월 16일부터 5월 19일까지 대한민국 충청남도에서 열렸다.

## 개요
- 대회명칭 : 제11회 전국장애학생체육대회
- 개최기간 : 2017년 5월 16일 ~ 2017년 5월 19일
- 개최지 : 충청남도 (주개최지 : 아산시)
- 구호 : 함께 뛰는 땀방울, 자신감의 꽃망울
- 참가인원 : 3,141명(선수 1,639명, 임원 및 관계자 1,502명)
- 종별 : 초등학교부, 중학교부, 고등학교부에 재학 중인 전 장애인
- 마스코트 : 우리와 둘이

## 종목

### 정식종목
| - 골볼 - 보치아 - 수영 - 육상 - 탁구 - 농구 - 디스크골프 - 배구 - 배드민턴 - 볼링 - 역도 - 실내조정 - 축구 | - 플로어볼 - e-스포츠 |

## 경기장
| 종목       | 소재지 | 경기장                       | 종별                | 세부종목 | 비고                   |
| ---------- | ------ | ---------------------------- | ------------------- | -------- | ---------------------- |
| 골볼       | 아산시 | 아산국민체육센터             | 시각                |          |                        |
| 농구       | 아산시 | 아산시민체육관               | 지적                |          |                        |
| 디스크골프 | 아산시 | 곡교천 파크골프장            | 지적                |          |                        |
| 배구       | 천안시 | 천안장애인종합체육관         | 지적/청각           |          |                        |
| 배드민턴   | 홍성군 | 홍주문화체육센터             | 지적/청각           |          |                        |
| 보치아     | 공주시 | 백제체육관                   | 뇌병변              |          |                        |
| 볼링       | 천안시 | 정석볼링장                   | 지체/지적/청각/시각 |          |                        |
| 수영       | 아산시 | 배미수영장                   | 지체/지적/청각/시각 |          |                        |
| 역도       | 청양군 | 청양군민체육관               | 지적/지체           |          |                        |
| 육상       | 아산시 | 이순신종합운동장             | 지체/지적/청각/시각 |          | 호암동                 |
| 실내조정   | 홍성군 | 홍성군장애인스포츠센터       | 시각/지적           |          |                        |
| 축구       | 아산시 | 아산신도시 물환경센터 축구장 | 지적                |          | 교현동(충주공설운동장) |
| 탁구       | 서산시 | 서산시민체육관               | 지체/지적/청각      |          |                        |
| 탁구       | 서산시 | 서산종합운동장               | 시각                |          |                        |
| 플로어볼   | 당진시 | 당진실내체육관               | 지적                |          |                        |
| e-스포츠   | 아산시 | 아산이순신빙상장.체육관      | 지체/지적/청각      |          |                        |